# Índice de Competitividade em Viagens e Turismo
O Índice de Competitividade en Viagens e Turismo (Inglês: Travel and Tourism Competitiveness Index, sigla TTCI), traduzido também como Índice de Competitividade Turística, foi desenvolvido e publicado pela primeira vez em 2007 pelo Fórum Econômico Mundial (FEM). O relatório do TTCI de 2007 incluiu 124 países. No relatório de 2008 o número de países avaliados foi acrescentado para 130, em 2009 para 133 países. e em 2011 para 139 países. O índice é uma medição dos fatores que fazem atrativo realizar investimentos ou desenvolver negócios no setor de viagens e turismo de um pais específico, portanto, o índice não deve ser confundido com uma medição da atractividade do país como destino turístico.

## Variáveis consideradas
| Marco jurídico                            | Ambiente de negócios e infra-estrutura              | Recursos humanos, culturais e naturais |
| Políticas e regulamentações               | Infraestrutura do transporte aéreo                  | Recursos humanos                       |
| Sustentabilidade ambiental                | Infra-estrutura do transporte terrestre             | Afinidade pelo turismo                 |
| Segurança cidadã                          | Infra-estrutura do turismo                          | Recursos naturais                      |
| Saúde e higiene                           | Infra-estrutura informática e de comunicações       | Recursos culturais                     |
| Prioridade para o setor viagens e turismo | Competitividade do preço no setor viagens e turismo |                                        |

## TTCI 2023

### Países do Top 30[5]
1. Estados Unidos 5.24
2. Espanha 5.18
3. Japão 5.09
4. França 5.07
5. Austrália 5.00
6. Alemanha 5.00
7. Reino Unido 4.96
8. China 4.94
9. Itália 4.90
10. Suíça  4.81
11. Canadá 4.81
12. Portugal 4.78
13. Singapura 4.76
14. Coreia do Sul 4.74
15. Áustria 4.65
16. Países Baixos 4.64
17. Dinamarca 4.63
18. Emirados Árabes Unidos 4.62
19. Suécia 4.57
20. Finlândia 4.52
21. Grécia 4.52
22. Indonésia 4.46
23. Bélgica 4.45
24. Irlanda 4.44
25. Nova Zelândia 4.41
26. Brasil 4.41
27. Polónia 4.40
28. Luxemburgo 4.40
29. Turquia 4.30
30. Chipre 4.37

## TTCI 2015

### Países do Top 30
1. Espanha 5.31
2. França 5.24
3. Alemanha 5.22
4. Estados Unidos 5.12
5. Reino Unido  5.12
6. Suíça  4.99
7. Austrália 4.98
8. Itália 4.98
9. Japão 4.94
10. Canadá 4.92
11. Singapura 4.86
12. Áustria 4.82
13. Hong Kong 4.68
14. Países Baixos 4.67
15. Portugal 4.64
16. Nova Zelândia 4.64
17. China 4.54
18. Islândia 4.54
19. Irlanda 4.53
20. Noruega 4.52
21. Bélgica 4.51
22. Finlândia 4.47
23. Suécia 4.45
24. Emirados Árabes Unidos 4.43
25. Malásia 4.41
26. Luxemburgo 4.38
27. Dinamarca 4.38
28. Brasil 4.37
29. Coreia do Sul 4.37
30. México 4.36
31. Grécia 4.36

## TTCI 2011 - Classificação por categorias

### Os 20 países melhor classificados no mundo
| 1. Suíça 5.68 2. Alemanha 5.50 3. França 5.41 4. Áustria 5.41 5. Suécia 5.34 6. Estados Unidos 5.30 7. Reino Unido 5.30 8. Espanha 5.29 9. Canadá 5.29 10. Singapura 5.23 | 1. Islândia 5.19 2. Hong Kong 5.19 3. Austrália 5.15 4. Países Baixos 5.13 5. Luxemburgo 5.08 6. Dinamarca 5.05 7. Finlândia 5.02 8. Portugal 5.01 9. Nova Zelândia 5.00 10. Noruega 4.98 |

### Os 10 melhores por continente
O número entre parênteses corresponde ao ranking na classificação a nível mundial.
| 1. Emirados Árabes Unidos 4.78 (30) 2. Barém 4.47 (40) 3. Catar 4.45 (42) 4. Israel 4.41 (46) 5. Tunísia 4.39 (47) 6. Maurícia 4.35 (53) 7. Omã 4.18 (61) 8. Arábia Saudita 4.17 (62) 9. Jordânia 4.14 (64) 10. África do Sul 4.11 (66) | 1. Estados Unidos 5.30 (6) 2. Canadá 5.29 (9) 3. Barbados 4.84 (28) 4. México 4.43 (43) 5. Costa Rica 4.43 (44) 6. Porto Rico 4.42 (45) 7. Brasil 4.36 (52) 8. Panamá 4.30 (56) 9. Chile 4.27 (57) 10. Uruguai 4.24 (58) | 1. Singapura 5.23 (10) 2. Hong Kong 5.19 (12) 3. Austrália 5.15 (13) 4. Nova Zelândia 5.00 (19) 5. Japão 4.94 (22) 6. Coreia do Sul 4.71 (32) 7. Malásia 4.59 (35) 8. Taiwan 4.56 (37) 9. China 4.47 (39) 10. Tailândia 4.47 (41) | 1. Suíça 5.68 (1) 2. Alemanha 5.50 (2) 3. França 5.41 (3) 4. Áustria 5.41 (4) 5. Suécia 5.34 (5) 6. Reino Unido 5.30 (7) 7. Espanha 5.29 (8) 8. Islândia 5.19 (11) 9. Países Baixos 5.13 (14) 10. Luxemburgo 5.08 (15) |

### Classificação dos países daAmérica Latina
O número em parênteses corresponde ao ranking do país na classificação a nível mundial.
| 1. México 4.43 (43) 2. Costa Rica 4.43 (44) 3. Porto Rico 4.42 (45) 4. Brasil 4.36 (52) 5. Panamá 4.30 (56) 6. Chile 4.27 (57) 7. Uruguai 4.24 (58) 8. Argentina 4.20 (60) 9. Peru 4.04 (69) 10. República Dominicana 3.99 (72) | 1. Colômbia 3.94 (77) 2. Guatemala 3.82 (86) 3. Equador 3.79 (87) 4. Honduras 3.79 (88) 5. Eslovênia 3.68 (96) 6. Nicarágua 3.56 (100) 7. Venezuela 3.46 (106) 8. Bolívia 3.35 (117) 9. Paraguai 3.26 (123) |

## TTCI 2009 - Classificação por categorias

### Os 20 países melhor classificados no mundo
| 1. Suíça 5.68 2. Áustria 5.46 3. Alemanha 5.41 4. França 5.34 5. Canadá 5.32 6. Espanha 5.29 7. Suécia 5.28 8. Estados Unidos 5.28 9. Austrália 5.24 10. Singapura 5.24 | 1. Reino Unido 5.22 2. Hong Kong 5.18 3. Países Baixos 5.09 4. Dinamarca 5.08 5. Finlândia 5.07 6. Islândia 5.07 7. Portugal 5.01 8. Irlanda 4.99 9. Noruega 4.97 10. Nova Zelândia 4.94 |

### Os 10 melhores por continente
O número entre parênteses corresponde ao ranking na classificação a nível mundial.
| 1. Emirados Árabes Unidos 4.57 (33) 2. Israel 4.50 (36) 3. Catar 4.49 (37) 4. Ilhas Maurícias 4.43 (40) 5. Bahrein 4.42 (41) 6. Tunísia 4.37 (44) 7. Jordânia 4.25 (54) 8. África do Sul 4.10 (61) 9. Egito 4.09 (64) 10. Omã 4.01 (68) | 1. Canadá 5.32 (5) 2. Estados Unidos 5.28 (8) 3. Barbados 4.77 (30) 4. Costa Rica 4.42 (42) 5. Brasil 4.35 (45) 6. México 4.29 (51) 7. Porto Rico 4.27 (53) 8. Panamá 4.23 (55) 9. Chile 4.18 (57) 10. Jamaica 4.13 (60) | 1. Austrália 5.24 (9) 2. Singapura 5.24 (10) 3. Hong Kong 5.18 (12) 4. Nova Zelândia 4.94 (20) 5. Japão 4.91 (25) 6. Coreia do Sul 4.72 (31) 7. Malásia 4.71 (32) 8. Tailândia 4.45 (39) 9. Taiwan 4.40 (43) 10. China 4.33 (47) | 1. Suíça 5.68 (1) 2. Áustria 5.46 (2) 3. Alemanha 5.41 (3) 4. França 5.34 (4) 5. Espanha 5.29 (6) 6. Suécia 5.28 (7) 7. Reino Unido 5.22 (11) 8. Países Baixos 5.09 (13) 9. Dinamarca 5.08 (14) 10. Finlândia 5.07 (15) |

### Classificação dos países daAmérica Latina
O número em parênteses corresponde ao ranking do país na classificação a nível mundial.
| 1. Costa Rica 4.42 (42) 2. Brasil 4.35 (45) 3. México 4.29 (51) 4. Porto Rico 4.27 (53) 5. Panamá 4.23 (55) 6. Chile 4.18 (57) 7. Uruguai 4.09 (63) 8. Argentina 4.08 (65) 9. República Dominicana 4.03 (67) 10. Guatemala 3.90 (70) | 1. Colômbia 3.89 (72) 2. Peru 3.88 (74) 3. Honduras 3.77 (83) 4. Equador 3.62 (96) 5. Nicarágua 3.49 (103) 6. Venezuela 3.46 (104) 7. Bolívia 3.33 (114) 8. Paraguai 3.16 (122) |

- Países da América Latina não avaliados em 2009

1. Cuba
2. Haiti

## TTCI 2008 - Clasificação por categorias

### Os 20 países melhor classificados no mundo
| 1. Suíça 5.63 2. Áustria 5.43 3. Alemanha 5.41 4. Austrália 5.34 5. Espanha 5.30 6. Reino Unido 5.28 7. Estados Unidos 5.28 8. Suécia 5.27 9. Canadá 5.26 10. França 5.23 | 1. Islândia 5.16 2. Finlândia 5.11 3. Dinamarca 5.10 4. Hong Kong 5.09 5. Portugal 5.09 6. Singapura 5.06 7. Noruega 5.05 8. Países Baixos 5.01 9. Nova Zelândia 4.96 10. Luxemburgo 4.95 |

### Os 10 melhores por continente
O número entre parênteses corresponde ao ranking na classificação a nível mundial.
| 1. Tunísia 4.41 (39) 2. Ilhas Maurícias 4.38 (41) 3. África do Sul 4.11 (60) 4. Egito 3.96 (66) 5. Marrocos 3.91 (67) 6. Gâmbia 3.67 (84) 7. Botswana 3.65 (87) 8. Tanzânia 3.65 (88) 9. Namíbia 3.59 (93) 10. Quênia 3.53 (101) | 1. Estados Unidos 5.28 (7) 2. Canadá 5.26 (9) 3. Barbados 4.77 (29) 4. Costa Rica 4.35 (44) 5. Porto Rico 4.34 (46) 6. Brasil 4.29 (49) 7. Panamá 4.29 (50) 8. Chile 4.27 (51) 9. México 4.18 (55) 10. Jamaica 4.18 (57) | 1. Hong Kong 5.09 (14) 2. Singapura 5.06 (16) 3. Japão 4.90 (23) 4. Coreia do Sul 4.68 (31) 5. Malásia 4.63 (32) 6. Israel 4.51 (35) 7. Catar 4.44 (37) 8. Emirados Árabes Unidos 4.39 (40) 9. Tailândia 4.37 (42) 10. Bahrein 4.29 (48) | 1. Suíça 5.63 (1) 2. Áustria 5.43 (2) 3. Alemanha 5.41 (3) 4. Espanha 5.30 (5) 5. Reino Unido 5.28 (6) 6. Suécia 5.27 (8) 7. França 5.23 (10) 8. Islândia 5.16 (11) 9. Finlândia 5.11 (12) 10. Dinamarca 5.10 (13) |

#### Os melhores na Oceania
1. Austrália 5.34 (4)
2. Nova Zelândia 4.96 (19)

### Clasificação dos países da América Latina
O número em parênteses corresponde ao ranking do país na classificaçõ a nível mundial.
| 1. Costa Rica 4.35 (44) 2. Porto Rico 4.34 (46) 3. Brasil 4.29 (49) 4. Panamá 4.29 (50) 5. Chile 4.27 (51) 6. México 4.18 (55) 7. Argentina 4.17 (58) 8. Uruguai 4.10 (61) 9. República Dominicana 4.05 (63) 10. Guatemala 3.89 (68) | 1. Peru 3.87 (70) 2. Colômbia 3.86 (71) 3. Honduras 3.79 (75) 4. Equador 3.66 (86) 5. El Salvador 3.57 (97) 6. Nicarágua 3.53 (99) 7. Venezuela 3.47 (103) 8. Bolívia 3.44 (106) 9. Paraguai 3.24 (115) |

- Países da América Latina não avaliados

1. Cuba
2. Haiti